# 田慶餘
田慶餘（？—1870年），清朝武進士，雲南河西（今通海县）人。參與杜文秀回族反清起事，兵敗後被處決。

## 生平
田慶餘于道光二十九年（1849年）中武举，咸丰年间中式武进士。咸同年间，云南爆发杜文秀反清起事。清廷以潘铎为云贵总督，前往剿抚。同治元年九月，潘铎到任，田慶餘倡议设立公局，管理全省粮赋税釐，且文武职官亦由公共推举。潘铎以与政体不合为由斥止。
田慶餘曾奉巡撫徐之銘之命，隨同回族掌教馬復初前往招撫杜文秀。此後，他投靠杜文秀，任大司抚。清廷下令严惩，命缉拿之后在军前就地正法。同治九年（1870年），提督马如龙收复新兴州城，田慶餘被捕处决。